# نورث نورويتش (نيويورك)
نورث نورويتش (بالإنجليزية: North Norwich, New York)‏ هي بلدة أمريكية تقع في الولايات المتحدة في مقاطعة تشينانغو، نيويورك. يقدر عدد سكانها بـ 1,783 نسمة ومساحتها 73.2 كم2 وترتفع عن سطح البحر 461 متر.